# جزیره (فیلم ۱۹۳۴)
جزیره (آلمانی: Die Insel) یک فیلم در ژانر جنایی به کارگردانی هانس اشتاینهوف است که در سال ۱۹۳۴ منتشر شد.